# Sveta Trojica v Slovenskih goricah
Sveta Trojica v Slovenskih goricah  település Északkelet-Szlovéniában. A történelem során e terület részét képezte Alsó-Stájerországnak. Jelenleg a Podravska közigazgatási régióhoz tartozik és 2006 óta Sveta Trojica v Slovenskih goricah község központja, ám addig Lenart része volt. Lakosainak száma 758 fő (2020. január 1.).

## Nevének eredete
Sveta Trojica v Slovenskih goricah neve, melynek jelentése "Szentháromság a Szlovén-dombságon" 1952-ben Gradiščére változott, miután a háború utáni kommunista kormányzat eltávolíttatott törvényi erővel minden vallási utalást a földrajzi és egyéb nevekből. Neve 1953-ban Gradišče to Gradišče v Slovenskih goricahra változott. Eredeti nevét 1992-ben kapta vissza a település.

## Temploma
A Szentháromság tiszteletére felszentelt templomot 1636 és 1643 közt építették, majd 1735 és 1740 közt kibővítették. A templom a Maribori főegyházmegyéhez tartozik. A település másik nevezetes látnivalója a ferences rendi kolostor.

## Népesség
| 2020 | 758 |

## Fordítás
- Ez a szócikk részben vagy egészben  a   Sveta Trojica v Slovenskih Goricah című angol Wikipédia-szócikk ezen változatának fordításán alapul.  Az eredeti cikk szerkesztőit annak laptörténete sorolja fel. Ez a jelzés csupán a megfogalmazás eredetét és a szerzői jogokat jelzi, nem szolgál a cikkben szereplő információk forrásmegjelöléseként.